# Катаплексия
Катаплексията е патологично състояние, при която за известно време се губи мускулният тонус, и въпреки че пациентът не може да се движи и жизнените му показатели са почти незабележими, той е в пълно съзнание и чува и усеща всичко около него. Тези пристъпи може да продължат от няколко секунди до няколко дни и могат да бъдат сбъркани със смърт.
Катаплексичните пристъпи са самоограничаващи се и минават без необходимостта от лекарска намеса. Ако пациентът е легнал в удобно положение, може да му се доспи, да започне да халюцинира или да сънува. Колкото по-изморен е човек, толкова повече се влошава състоянието му. Катаплексията се различава от нарколептичните сънни пристъпи и обикновено е предизвикана/задействана от силни емоционални реакции, като например смях, гняв, изненада, оргазъм, страхопочитание, и срам, или от внезапно физическо натоварване, особено ако човек е хванат неподготвен.
В рамките на 24 часа, катаплексичните пристъпи обикновено се появяват между 10:00 и 21:00ч. и много малко от тях през нощта. Пристъпът може да продължи от няколко секунди до десет минути, а могат да се появят и до няколко пъти седмично [4 – 6 пъти]. Катаплексията се счита за „нормална“, когато винаги е с кратка продължителност (по-малко от 5 минути).
Около два милиона души по света боледуват от тази болест. Тя е свързана с вещество в мозъка, което контролира съня и което липсва у хората, страдащи от болестта.